# Drymophila devillei
Drymophila devillei е вид птица от семейство Thamnophilidae.

## Разпространение
Видът е разпространен в Боливия, Бразилия, Колумбия, Еквадор и Перу.